# Schwarcz Jenő
Schwarcz Jenő, születési nevén Schwarcz Jónás Izrael (Homonna, 1864. január 13. – Budapest VII. kerülete, 1943. június 3.) zsidó származású magyar építész.

## Élete
Schwarcz József kereskedő és Reismann Rebeka fiaként született. Nem tudni, milyen tanulmányokat végzett, a Műegyetemen végzett hallgatók névsorában nem szerepel. Horváth Antal (1870–1946) építésszel közösen tervezett historizáló és szecessziós stílusú bérházakat Budapesten, nagyrészt a korabeli gazdag zsidó polgárság számára. Építészirodája kezdetben a budapesti Baross tér 18. szám alatt működött, később átköltözött Király utca 51.-be.
1919-ben fiával, Schwarcz Lajos építésszel Magyar Mérnök és Építész Egylet, 1930-ban pedig a Budapesti Mérnöki Kamara tagjává választotta.
Felesége Kellemen Rozália (1868–1926) volt, Kellemen Henrik és Propper Pepi lánya, akivel 1892. május 15-én Budapesten kötött házasságot.
Hetvenkilenc éves korában halt meg betegség következtében. Nyughelye a Kozma utcai izraelita temetőben található.

## Ismert épületei

### Horváth Antallal közösen tervezett épületei
- 1898: lakóház, Budapest, Vásár u. 2. (valószínűsíthető szerzőség)[3]
- 1907: lakóház, 1074 Budapest, Rottenbiller utca 10.[4]
- 1908: Szüsz István bérháza, 1071 Budapest, Bethlen Gábor utca 29.[5]
- 1908: bérház, 1071 Budapest, Marek József utca 1.[6]
- 1908: Weisz József és neje bérháza, 1071 Budapest, Peterdy utca 38.[7]
- 1908: Schiffer-ház, 1077 Budapest, Wesselényi utca 18.[8]
- 1908–1909: bérház, 1071 Budapest, Peterdy utca 18.[9]
- 1909: lakóház, 1117 Budapest, Móricz Zsigmond körtér 16.[10]
- 1909–1910: bérház, 1111 Budapest, Bercsényi utca 12.[11]
- 1910–1911: bérház, Budapest, Szentkirály u. 34.[12][13]
- 1911–1912: bérház, 1084 Budapest, Bacsó Béla utca 31. / Rákóczi tér 9.[14]
- 1911: Hadik-ház, 1111 Budapest, Bartók Béla út 36-38.[15]
- 1911: bérház, 1084 Budapest, Német utca 13.[16]
- 1912: bérház, 1111 Budapest, Budafoki út 16-18.[17]
- 1913: bérház, 1015 Budapest, Hattyú utca 16.[18]
- 1928: Braun Illés és neje, Lichtner Helén ötemeletes bérháza, 1086 Budapest, Bauer Sándor utca 10.[19]

### Egyéb épületek
- 1910–1911: Schwarcz Jenő bérháza, 1071 Budapest, Király utca 51. (a tervezésben Schwarcz és Horváth mellett Hikisch Rezső is részt vett)[20]

## Képtár

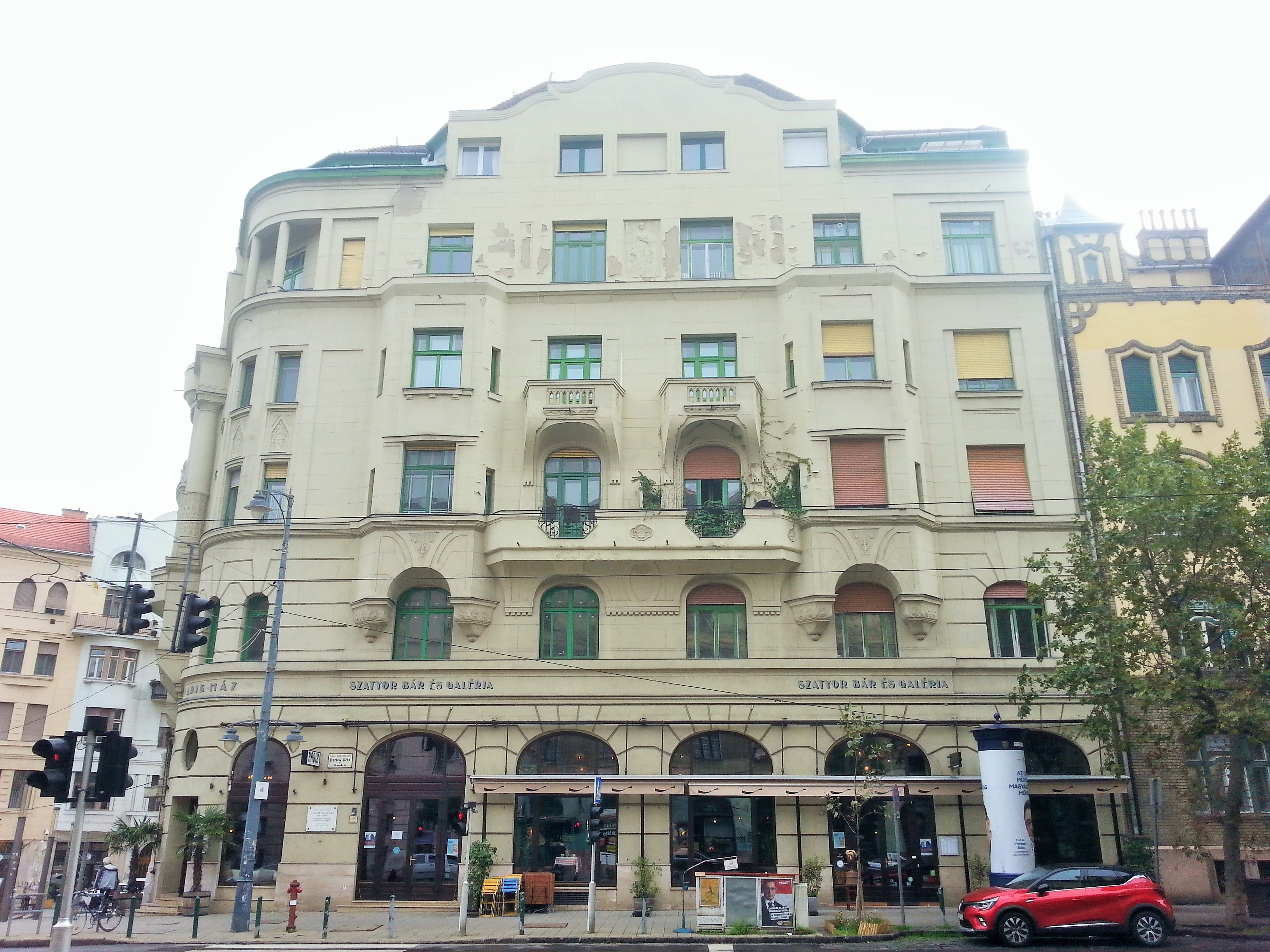
Hadik Kávéház
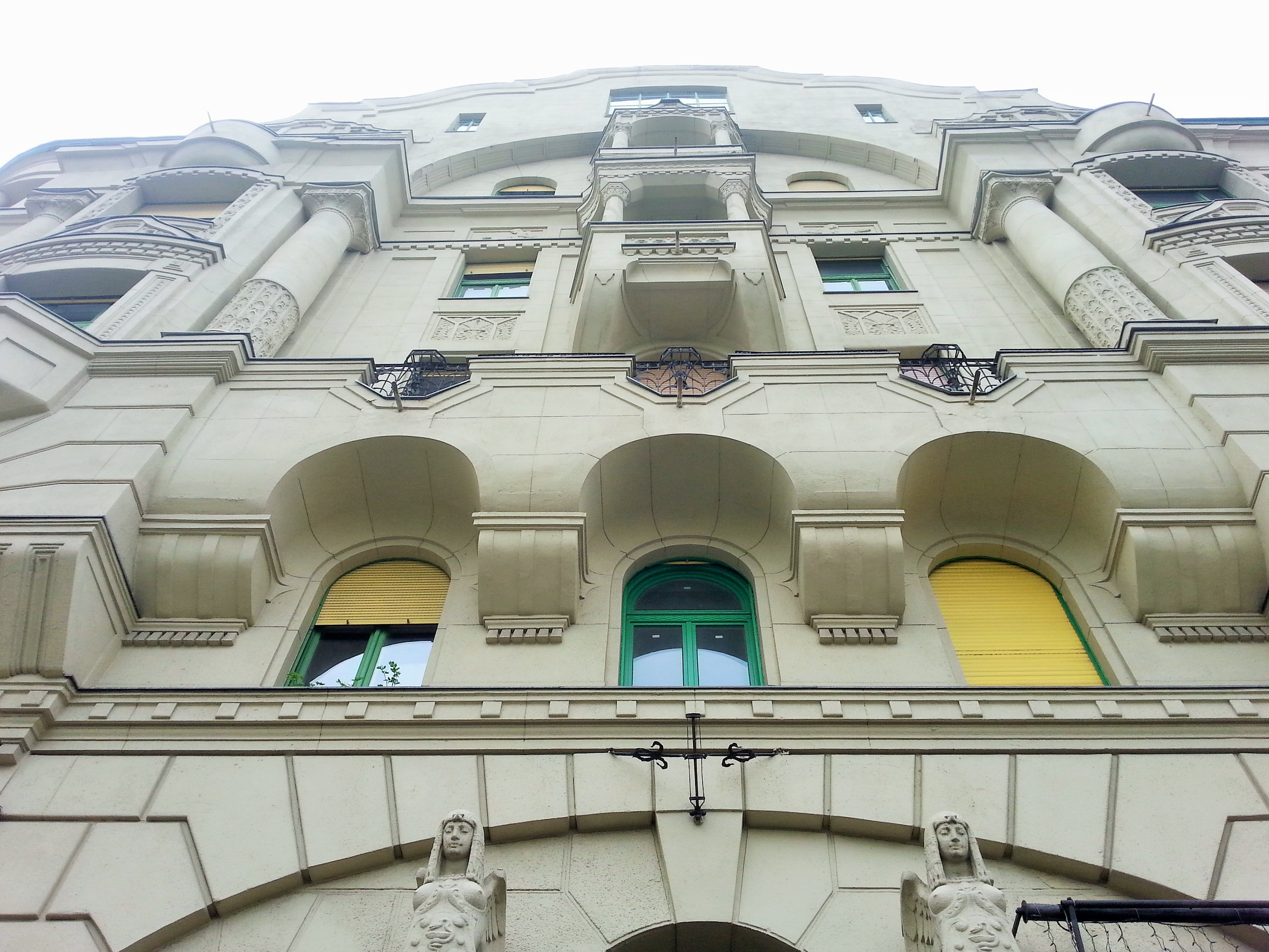
Hadik Kávéház (részlet)
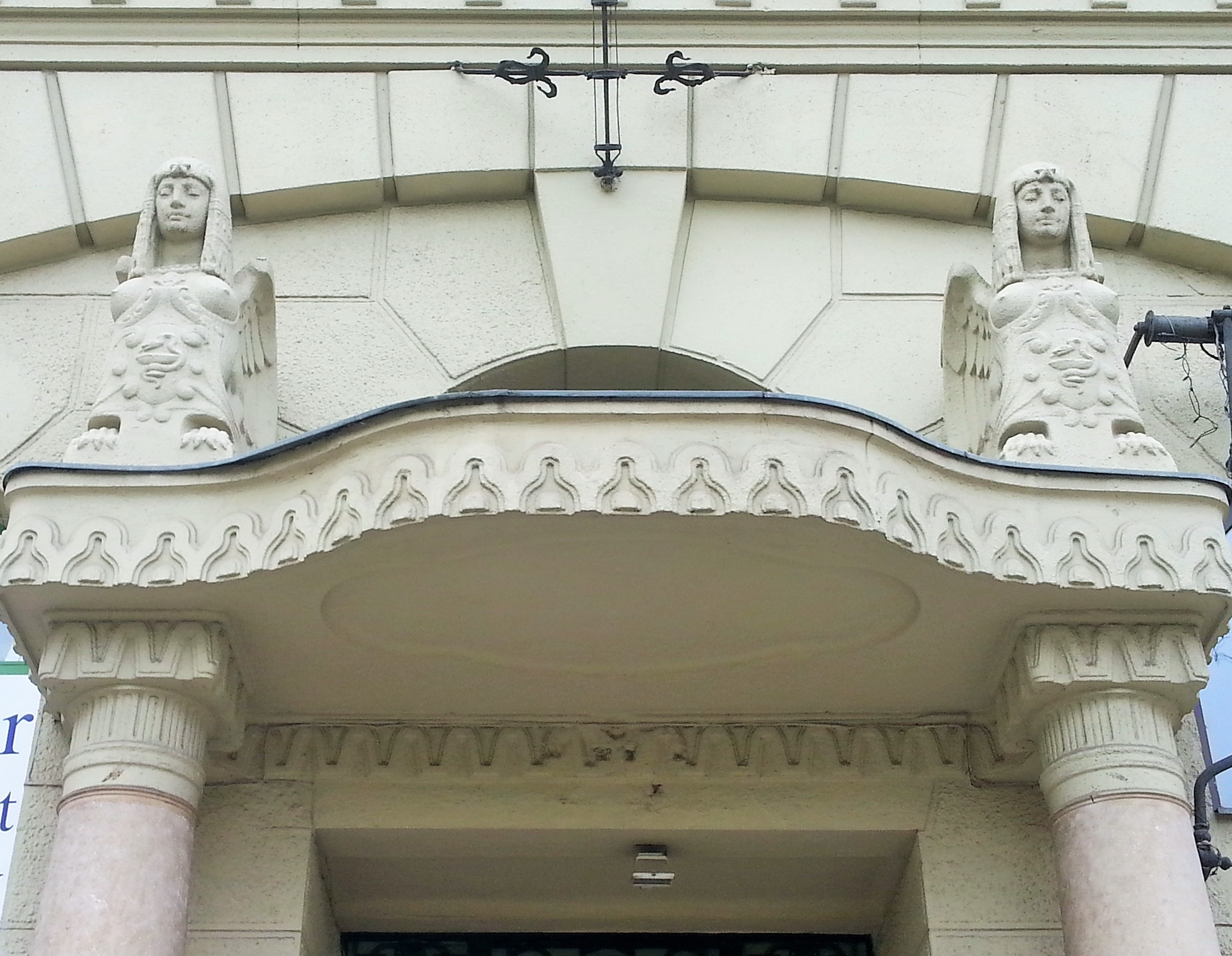
Hadik Kávéház (részlet)
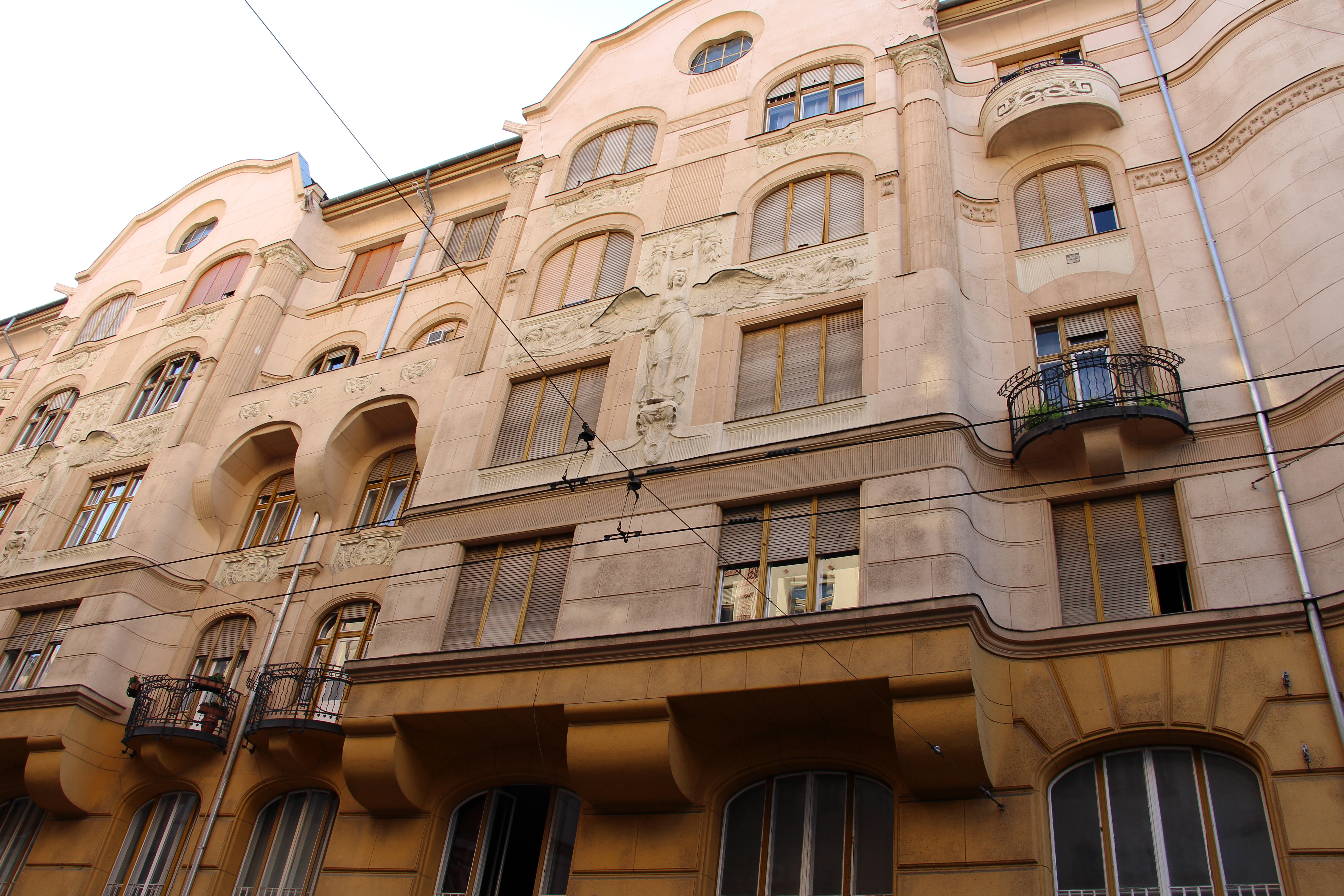
Schiffer-ház
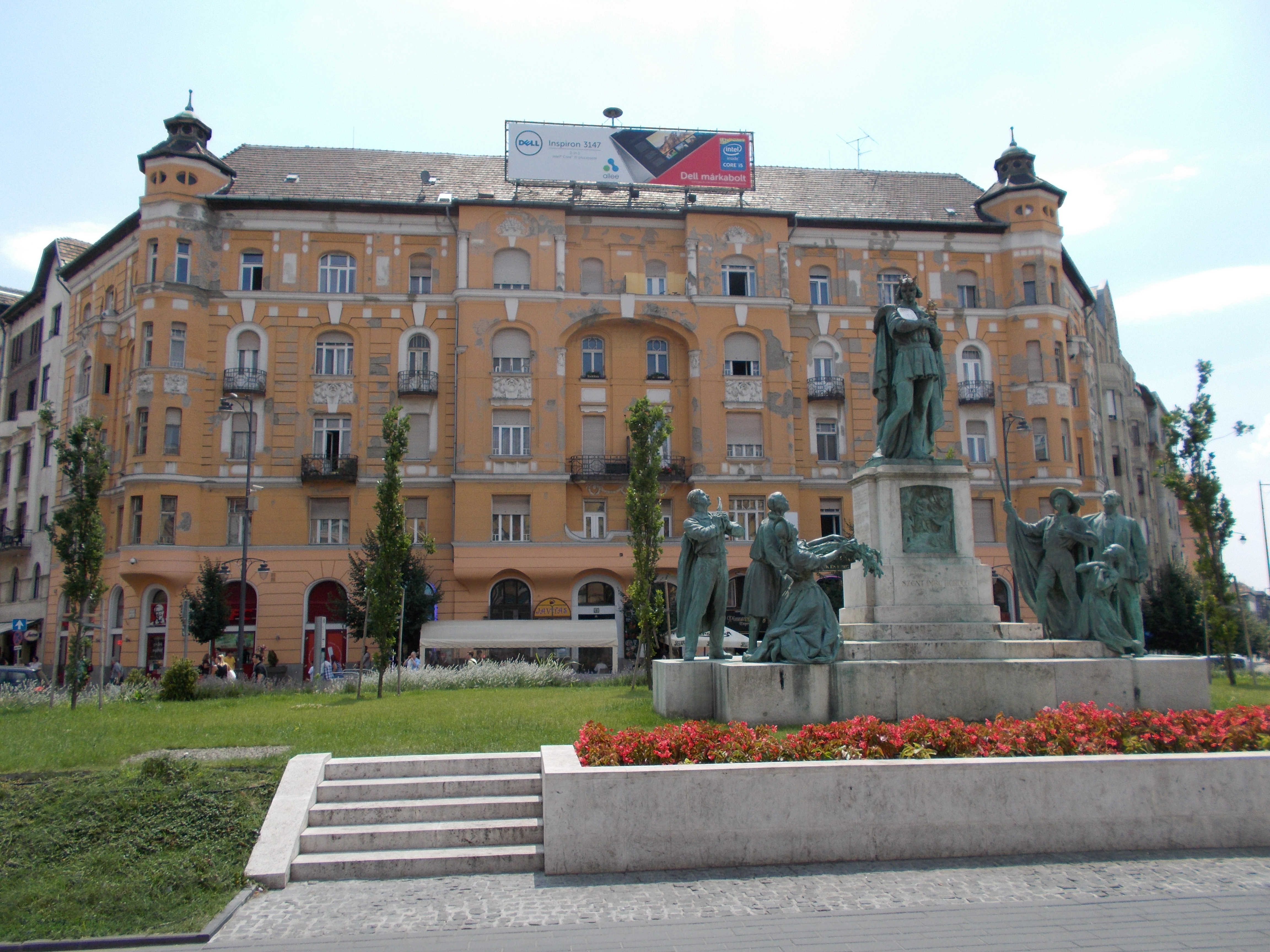
bérház, Móricz Zsigmond körtér 16.
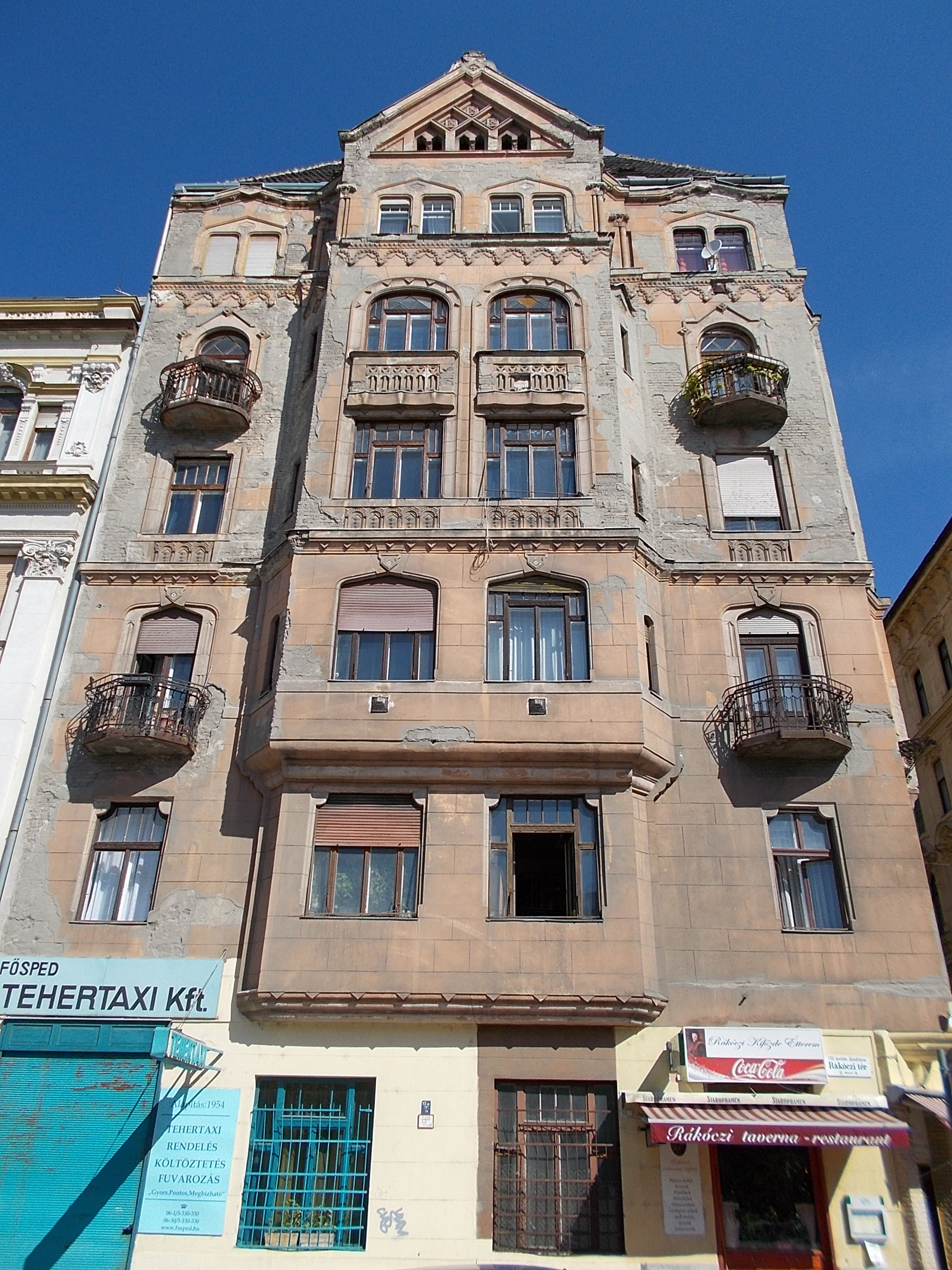
bérház, Rákóczi tér 9.